# Philodromus humilis
Philodromus humilis är en spindelart som beskrevs av Kroneberg 1875. Philodromus humilis ingår i släktet Philodromus och familjen snabblöparspindlar. Inga underarter finns listade i Catalogue of Life.